# Kamene kugle u Teočaku
Kamene kugle u Teočaku. Od granita su i ima ih osam. Dio su prirodno-graditeljske cjeline Starog Teočaka. Podno su tvrđave, kao i džamija Fethija, nišani iz osmanskog perioda. Objekti čine prirodno-graditeljsku cjelinu odnosno povijesno područje jer su džamija, stari nišani i kamene kugle u podnožju srednjovjekovnog grada. Ostatci srednjovjekovnog grada trebaju hitnu sanaciju, jer su oštećeni i zapušteni. Kompleks je dosta neistražen. Predstavnici Zavoda za zaštitu i korištenje kulturno-povijesnog i prirodnog naslijeđa Tuzlanske županije podnijeli su 2016. godine peticiju za proglašenje prirodno-graditeljske cjeline Stari grad Teočak nacionalnim spomenikom Bosne i Hercegovine.
Znanstvenici do danas nisu razjasnili pravo značenje i podrijetlo tih kugla. Mišljenja i tumačenja su da su imale vojnu, neki da su imale vjersku namjenu. Prema jedniam te su kugle branitelji tvrđave spuštali niz strme litice braneći se od osvajača. Prema drugima kugle su imale ulogu u kultu i čak ih datiraju u prapovijest.